# Ramzy Al Duhami
|  | Hästsportsportalen |

Ramzy Al Duhami, född den 5 januari 1972 i Riyadh i Saudiarabien, är en saudisk ryttare.
Han tog OS-brons i lagtävlingen i hoppning i samband med de olympiska ridsporttävlingarna 2012 i London.